# Máy lạnh hấp thụ
Máy lạnh hấp thụ (tiếng Anh: absorption refrigerator) là thiết bị làm lạnh sử dụng nguồn nhiệt (ví dụ năng lượng mặt trời, nguồn nhiệt đốt từ nhiên liệu hóa thạch, nhiệt thải từ các nhà máy hoặc hệ thống sưởi ấm của quận) để cung cấp năng lượng cần thiết để thúc đẩy quá trình làm mát. Hệ thống sử dụng hai môi chất lạnh, môi chất thứ nhất thực hiện quá trình làm lạnh bay hơi và sau đó được hấp thụ vào môi chất lạnh thứ hai; nhiệt cần được cung cấp để chuyển trạng thái của hai môi chất về trạng thái ban đầu. Nguyên tắc này cũng có thể được sử dụng cho các tòa nhà với hệ thống điều hòa không khí sử dụng nhiệt thải từ tuabin khí hoặc máy nước nóng. Sử dụng nhiệt thải từ tuabin khí giúp tuabin tăng độ hiệu quả vì trước tiên nó tạo ra điện, sau đó là nước nóng, và cuối cùng là đồng phát điều hòa không khí. Máy lạnh hấp thụ thường được sử dụng trong các "nhà xe di động" (recreational vehicle – RV), xe cắm trại và xe caravan vì chúng có thể được cung cấp nhiên liệu propan, thay vì điện. Không giống như các hệ thống làm lạnh nén hơi phổ biến hơn, máy lạnh hấp thụ có thể được sản xuất mà không có bộ phận chuyển động nào ngoài môi chất lạnh.

## Lịch sử
Đầu thế kỷ 20, chu trình hấp thụ hơi dùng hệ nước–amonia trở nên phổ biến và được dùng rộng rãi, nhưng sau khi chu trình làm lạnh nén hơi được phát minh, chu trình làm lạnh hấp thụ hơi không còn được ưa chuộng do hệ số hiệu quả năng lượng (COP) của nó thấp (khoảng 1/5 so với chu trình làm lạnh nén hơi). Máy lạnh hấp thụ là thiết bị thay thế phổ biến cho những loại máy lạnh nén hơi trong những trường hợp mà nguồn điện không ổn định, chi phí cao, hoặc những nơi không có nguồn điện, những nơi hạn chế tiếng ồn gây ra bởi máy nén, hoặc những nơi nguồn nhiệt năng dồi dào (như hơi thải từ tuabin hoặc qui trình công nghiệp hoặc từ nhà máy điện mặt trời).
Hiện tượng làm lạnh hấp thụ được phát minh bởi nhà khoa học người Pháp Ferdinand Carré năm 1858. Thiết kế ban đầu sử dụng nước và axit sulruric. Vào năm 1922, Baltzar von Platen và Carl Munters đã cải tiến nguyên lý hoạt động với hệ ba-lưu-chất (three-fluid) khi còn là sinh viên ở Học viên Kỹ thuật Hoàng gia ở Stockholm, Thụy Điển. Thiết kế "máy lạnh Platen-Munters" có thể hoạt động mà không cần dùng đến bơm.
Công nghệ này được phát triển thương mại vào năm 1923 bởi một công ty mới thành lập tên "AB Arctic", công ty này sau đó đã được công ty Electrolux mua lại vào năm 1925. Vào thập niên 1960, hệ thống làm lạnh hấp thụ được phổ biến trở lại nhờ vào nhu cầu lắp đặt thiết bị lạnh trên những xe caravan du lịch. Công ty AB Electrolux thành lập chi nhánh ở Hoa Kỳ, đặt tên là Dometic Sales Corporation. Công ty bắt đầu quảng cáo máy lạnh dùng cho xe du lịch RV dưới thương hiệu "Dometic". Năm 2001, công ty Electrolux bán phần lớn dòng sản phẩm gia dụng giải trí cho công ty quỹ đầu tư EQT Partners, để từ đó, thương hiệu Dometic trở thành một công ty độc lập.
Năm 1926, Albert Einstein và sinh viên của ông, Leó Szilárd, đã đề xuất một thiết kế mới mang tên "Máy lạnh Einstein". Tại buổi diễn thuyết TED Conference năm 2007, Adam Grosser đã giới thiệu nghiên cứu của ông về một hệ thống làm lạnh vaccine "hấp thụ gián đoạn" để có thể áp dụng tại những nước kém phát triển. Máy lạnh này là một thiết bị làm lạnh nhỏ đặt trên bếp lửa cắm trại, sau đó có thể làm lạnh 15 lít nước xuống mức đóng băng trong vòng 24 giờ đồng hồ trong điều kiện nhiệt độ môi trường 30 °C.

## Nguyên lý hoạt động
Những thiết bị làm lạnh hấp thụ sẽ dùng môi chất lạnh với nhiệt độ sôi rất thấp (dưới −18 °C) giống như những máy làm lạnh nén hơi thông thường. Tuy nhiên, máy lạnh nén hơi thường sử dụng Chlorofluorocarbon (CFC), Hydrochlorofluorocarbon (HCFC), hoặc Hydrofluorocarbon (HFC); trong khi máy lạnh hấp thụ sử dụng amonia hoặc nước và cần ít nhất một môi chất thứ hai để hấp thụ chất làm lạnh được gọi là chấp hấp thụ (absorbent) như nước (cho hệ amonia) hoặc nước muối (cho hệ nước). Cả hai công nghệ làm lạnh này đều áp dụng hiện tượng làm lạnh bay hơi (evaporative cooling): Khi môi chất lạnh bay hơi, nó sẽ lấy một phần nhiệt lượng đi cùng, tạo nên hiện tượng làm lạnh. Tuy nhiên, sự khác biệt rõ rệt giữa hai hệ làm lạnh này cách mà môi chất lạnh thay đổi từ trạng thái hơi trở về trạng thái lỏng để rồi sau đó chu trình được lặp lại từ đầu. Một máy lạnh hấp thụ sẽ đưa môi chất từ thể hơi về lỏng bằng phương pháp chỉ cần dùng nhiệt và không cần bộ phận chuyển động nào khác ngoài môi chất lạnh. 

Sơ đồ chu trình làm lạnh hấp thụ
1: Hệ thống gia nhiệt
2: Bình tách
3: Ống hồi lưu chứa nước khan amonia
4: amonia ngưng tụ
5: Ống cân bằng áp suất chứa môi chất thứ ba (ví dụ: hydro)
6: Ống chứa amonia lỏng
7: Bình bay hơi (bên trong buồng lạnh)
8: Ống chứa amonia thể khí
9: Bình hấp thụ (nước hấp thụ amonia)

Chu trình làm lạnh hấp thụ có thể được mô tả qua ba giai đoạn:
1. Bay hơi: Môi chất lạnh ở thể lỏng sẽ bay hơi ở điều kiện áp suất riêng phần thấp, và thu nhiệt từ môi trường xung quanh (ví dụ, buồng làm lạnh). Do áp suất riêng phần thấp, nhiệt độ cần thiết cho quá trình bay hơi cũng thấp.
2. Hấp thụ: Môi chất thứ hai hấp thu môi chất lạnh ban đầu (lúc này ở trạng thái khí), do vậy làm tăng áp suất riêng phần. Điều này tạo ra một dung dịch bão hòa môi chất lạnh và được chuyển tiếp qua giai đoạn tiếp theo.
3. Làm lạnh: Dung dịch bão hòa môi chất lạnh được gia nhiệt, làm môi chất lạnh bay hơi đi.

a. Quá trình bay hơi diễn ra ở đoạn dưới của một ống hẹp; bọt khí của môi chất lạnh sẽ đẩy dung dịch khan môi chất lạnh lên bình cao hơn, từ đó dung dịch sẽ chảy theo trọng lực xuống bình hấp thụ.
b. Hơi môi chất lạnh nóng đi qua thiết bị trao đổi nhiệt. Tại đây sẽ trao đổi nhiệt với hệ bên ngoài (ví dụ, môi trường không khí bên ngoài) và ngưng tụ ở vị trí cao hơn. Môi chất lỏng ngưng tụ sẽ tiếp tục chảy theo trọng lực để trở về buồng làm lạnh để tiếp tục chu trình bay hơi–thu nhiệt.
Hệ làm lạnh hấp thụ sẽ tự tạo chuyển động của lưu chất mà không cần dùng đến bơm. Môi chất thứ ba, ở thể khí, thường được thêm vào hệ thống để cân bằng áp suất khi quá trình ngưng tụ diễn ra.
Trong khi đó, máy lạnh nén hơi sử dụng một máy nén, chạy bằng điện hoặc động cơ đốt trong, để tăng áp suất cho hơi môi chất lạnh. Hơi môi chất lạnh nóng sau đó bị ngưng tụ trở về trạng thái lỏng khi đi qua "bộ ngưng tụ" (condenser)–thiết bị trao đổi nhiệt với môi trường xung quanh. Môi chất lạnh sau khi ngưng tụ có nhiệt độ gần với nhiệt độ môi trường nhưng ở áp suất cao hơn, nên đi qua một van tiết lưu hoặc lỗ tiết lưu để vào "bộ bay hơi" (evaporator). Van tiết lưu (throttle valve) giúp tạo sự giảm áp suất giữa bộ ngưng tụ áp suất cao và bộ bay hơi áp suất thấp. Áp suất trong bộ bay hơi thấp, giúp môi chất lạnh bay hơi, đồng thời thu nhiệt từ buồng làm lạnh. Môi chất lạnh, lúc này ở thể khí, sẽ trở lại máy nén để tiếp tục lặp lại chu trình.

### Hệ muối–nước đơn giản
Một hệ thống làm lạnh hấp thụ đơn giản thường gặp trong các nhà xưởng lớn sử dụng dung dịch muối lithi bromide (hoặc lithi chloride) và nước. Nước dưới áp suất thấp sẽ bay hơi từ cuộn ống làm lạnh. Nước sau đó được hấp thụ bởi dung dịch muối lithi bromide/nước. Sau đó, nước sẽ được giải hấp khỏi dung dịch lithi bromide khi được cấp nhiệt.

### Làm lạnh hấp thụ phun sương

Hệ thống hấp thụ phun sương

Một hệ thống tương tự sử dụng không khí, nước và dung dịch muối. Không khí ẩm nóng được đi qua dung dịch nước muối phun sương. Việc phun sương nước muối giúp làm giảm độ ẩm nhưng không thay đổi nhiệt độ. Không khí nóng nhưng khô sau đó sẽ đi qua giàn lạnh bay hơi (evaporative cooler), có phun sương nước sạch, giúp làm mát và làm ẩm không khí trở lại. Độ ẩm được tách ra khỏi không khí mát bằng việc phun sương dung dịch muối, sẽ cung cấp luồng khí khô–mát cuối cùng.
Dung dịch muối được hoàn nguyên bằng cách gia nhiệt dưới áp suất thấp, giúp nước bay hơi. Nước sau khi bay hơi khỏi dung dịch muối sẽ được ngưng tụ trở lại và đưa trở về giàn lạnh bay hơi.

### Làm lạnh hấp thụ một áp suất

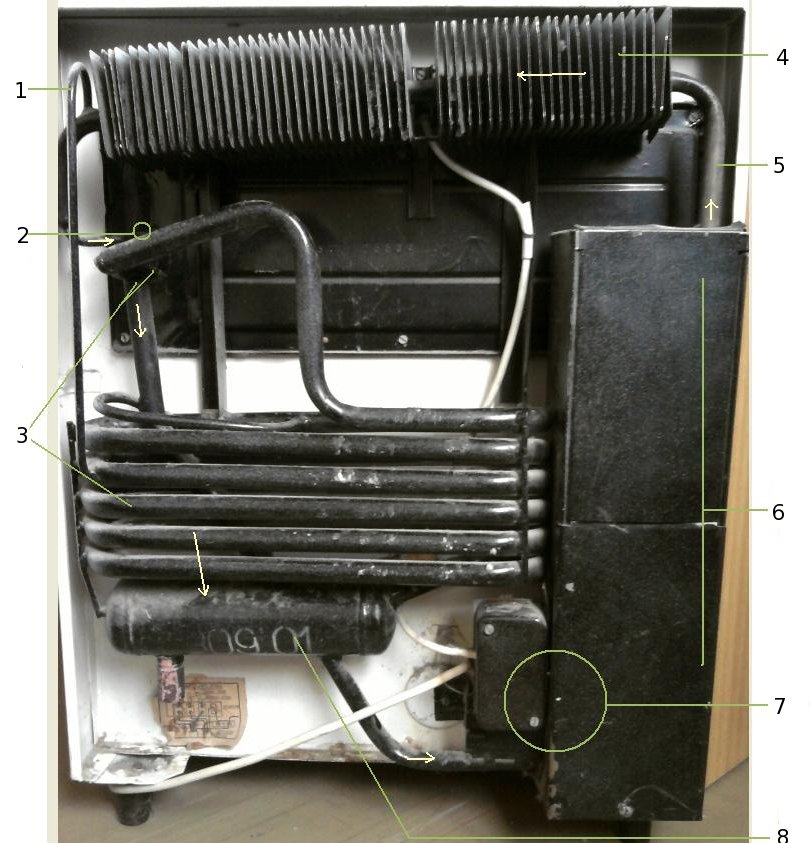
Tủ lạnh gia dụng sử dụng nguyên lý làm lạnh hấp thụ:
1. Hydro đi vào đường ống cùng với dung dịch amonia lỏng.
2. Hỗn hợp hydro+amonia đi vào buồng lạnh của thiết bị. Thể tích tăng lên, làm giảm áp suất riêng phần của amonia lỏng. amonia bay hơi, thu nhiệt từ dung dịch và môi trường, từ đó làm giảm nhiệt độ. Nhiệt được truyền từ bề mặt nóng của máy lạnh sang dung dịch lạnh hơn, càng thúc đẩy quá trình bay hơi.
3. Hỗn hợp hydro+amonia trở về bộ hấp thụ (absorber); amonia tan vào nước. Hydro bay tự do lên trên.
4. Quá trình ngưng tụ hơi amonia (làm lạnh bị động).
5. Hơi amonia nóng.
6. Lớp cách nhiệt và bộ tách nước và hơi amonia.
7. Nguồn nhiệt (cung cấp bởi điện năng).
8. Bộ hấp thụ chứa dung dịch amonia+nước.

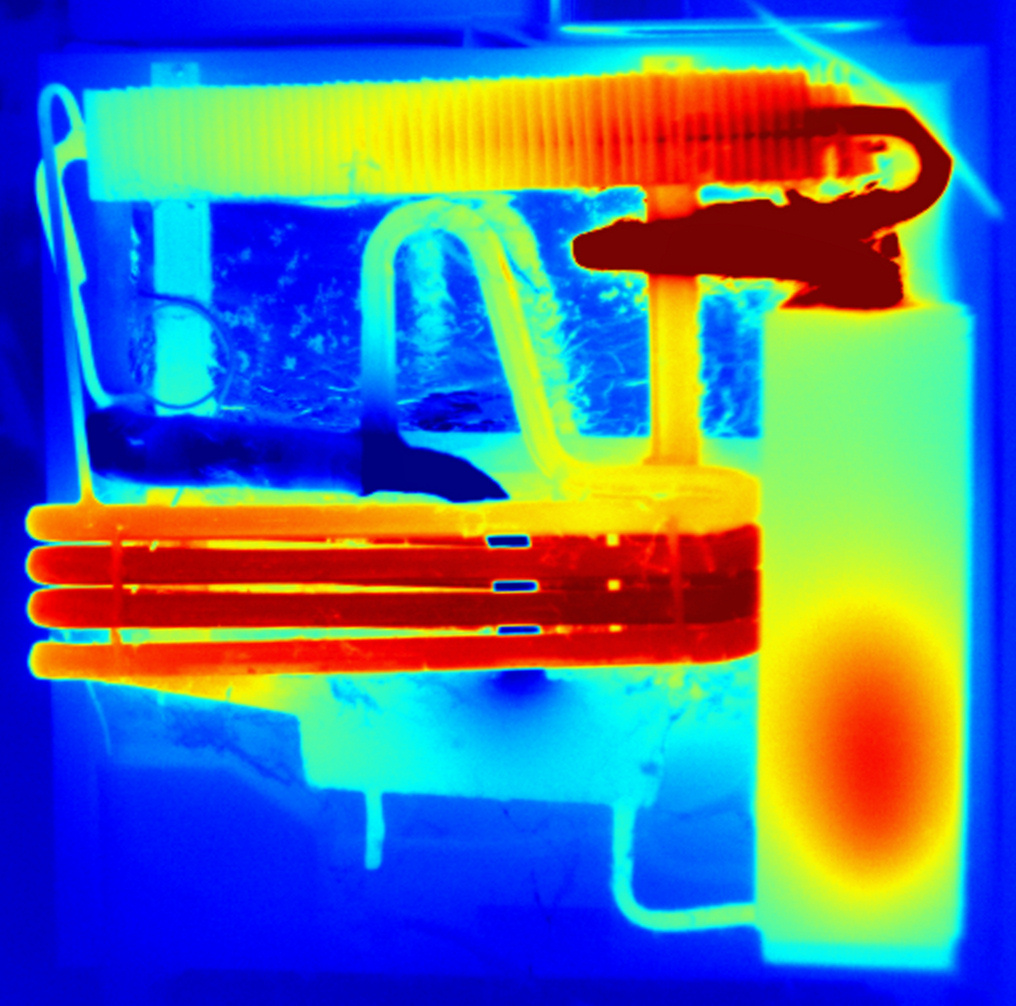
Ảnh nhiệt hồng ngoại của một máy lạnh hấp thụ gia dụng tương ứng với hình bên trên. Màu sắc trên hình thể hiện nhiệt độ tương ứng: màu xanh = lạnh, màu đỏ = nóng. Nguồn nhiệt (7) được đặt hoàn toàn bên trong phần cách nhiệt (6).

Máy lạnh hấp thụ một áp suất dựa trên nguyên tắc tốc độ bay hơi của chất lỏng phụ thuộc vào áp suất riêng phần của hơi phía trên chất lỏng; áp suất càng thấp thì tốc độ bay hơi càng cao. Áp suất tổng của toàn bộ hệ thống làm lạnh được giữ nguyên không đổi (nên được gọi là "một áp suất"). Máy lạnh sẽ duy trì áp suất riêng phần thấp cho môi chất lạnh (có tốc độ bay hơi cao) ở bộ phận thu nhiệt từ buồng làm lạnh bên trong máy lạnh, và duy trì áp suất cao (tốc độ bay hơi thấp) ở bộ phận thải nhiệt ra môi trường bên ngoài máy lạnh.
Thiết bị làm lạnh sử dụng ba môi chất: amonia, khí hydro, và nước. Chu trình diễn ra khép kín, với ba môi chất này được thu hồi và tái sử dụng liên tục. Hệ thống được nén đến áp suất mà nhiệt độ sôi của amonia cao hơn nhiệt độ của cuộn ống ngưng tụ (nơi trao đổi nhiệt với không khí bên ngoài, do nhiệt độ của cuộn ống cao hơn nhiệt độ không khí). Áp suất này thường vào khoảng 14–16 atm, ở áp suất này, amonia có nhiệt độ sôi khoảng 35 °C.
Chu trình làm lạnh bắt đầu với dung dịch amonia ở nhiệt độ phòng đi vào bộ phận bay hơi. Thể tích trong bộ bay hơi lớn hơn thể tích dung dịch, với sự có mặt của hỗn hợp hơi amonia và khí hydro. Sự có mặt của khí hydro làm giảm áp suất riêng phần của amonia, do vậy làm giảm nhiệt độ hóa hơi của dung dịch ở nhiệt độ thấp hơn nhiệt độ bên trong buồng lạnh. Amonica bay hơi, thu một phần lượng nhiệt từ dung dịch và làm giảm nhiệt độ dung dịch. amonia tiếp tục bay hơi, tiếp tục thu lượng nhiệt ẩn hóa hơi (entanpi hóa hơi ΔHVap) từ nơi có nhiệt độ cao hơn (buồng làm lạnh) chuyển sang nơi có nhiệt độ thấp hơn (amonia thể lỏng–hơi).
Trong hai giai đoạn tiếp theo, hơi amonia được phân tách khỏi hỗn hợp với khí hydro để sau đó được tiếp tục tái sử dụng. 
1. Hỗn hợp khí amonia–hydro đi từ bộ bay hơi đến bộ hấp thụ. Trong bộ hấp thụ, hỗn hợp khí này tiếp xúc với dung dịch nước chứa nồng độ rất thấp amonia. Hơi amonia sẽ hòa tan vào dung dịch này, trong khi khí hydro thì không tan nên được thu gom ở phần trên của bộ hấp thụ. Dung dịch bên dưới chỉ còn hỗn hợp thể lỏng amonia–nước.
2. Phân tách hỗn hợp amonia và nước. Dung dịch amonia–nước được chuyển đến bộ gia nhiệt, nơi đó, nhiệt được cung cấp để làm sôi và bay hơi amonia (có nhiệt độ sôi thấp hơn nước). Một ít hơi nước và bọt khí cũng bị lôi cuốn theo amonia; phần hơi nước này sẽ được loại bỏ khi đi qua bộ phân tách (separator) – bước phân tách cuối cùng. Bộ phân tách gồm nhiều đoạn ống cuốn xoắn tạo cản trở để hơi nước ngưng tụ và trở về bộ phân tách.

Hơi amonia sau đó đi vào bộ ngưng tụ. Ở thiết bị trao đổi nhiệt này, hơi truyền nhiệt cho không khí bên ngoài, dưới điểm sôi của amonia ở cùng áp suất, do vậy hơi amonia ngưng tụ. Dung dịch amonia lỏng chảy tiếp và được trộn với khí hydro ở bộ hấp thụ, lặp lại chu trình như ban đầu.